# Phacelia secunda
Phacelia secunda är en strävbladig växtart som beskrevs av Johann Friedrich Gmelin.
Phacelia secunda ingår i Faceliasläktet som ingår i familjen strävbladiga växter. Utöver nominatformen finns också underarten Phacelia secunda pinnata.

## Bildgalleri

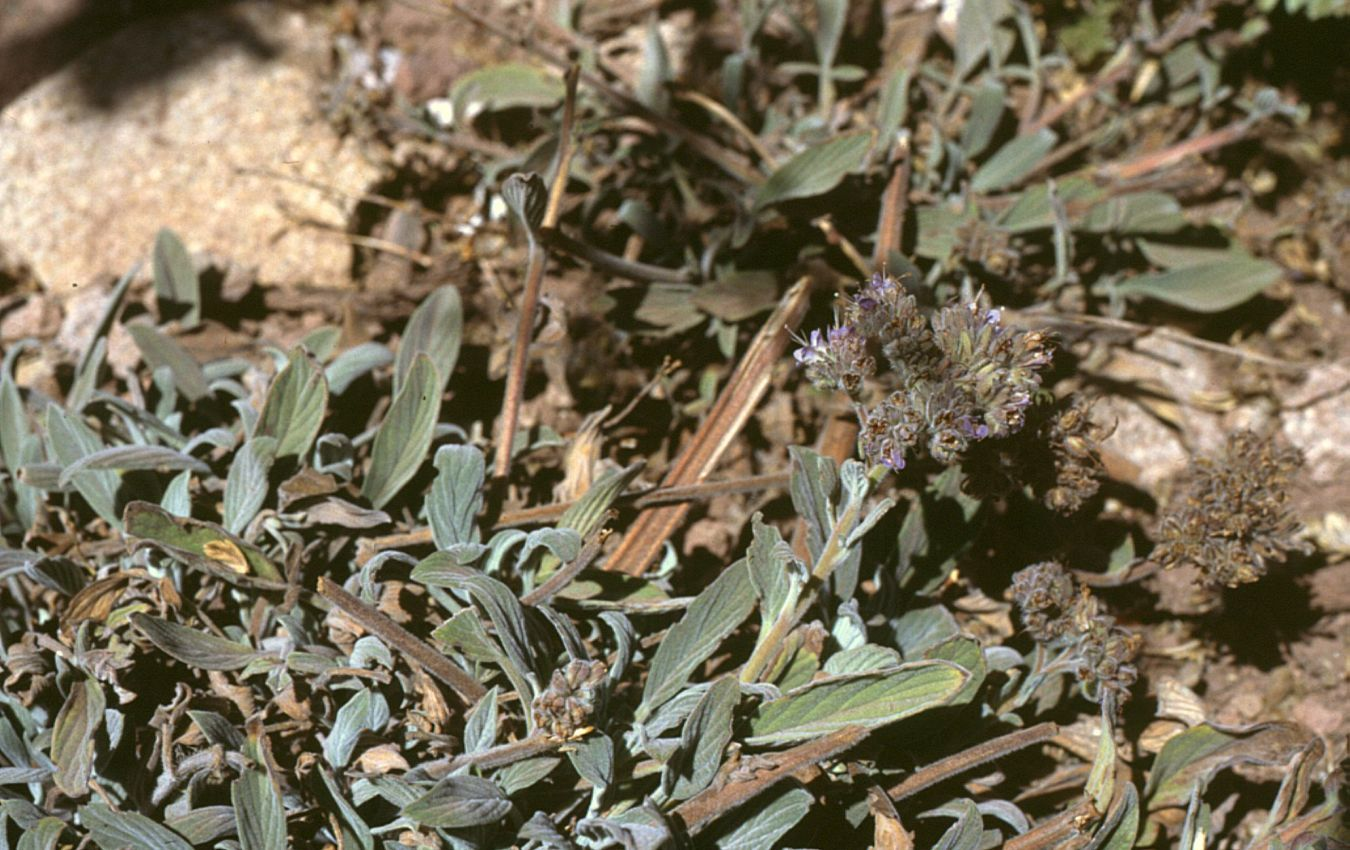